# Brachymeles bonitae
Brachymeles bonitae — вид сцинкоподібних ящірок родини сцинкових (Scincidae). Ендемік Філіппін.

## Поширення і екологія
Brachymeles bonitae мешкають в центрі та на півдні острова Лусон, а також на деяких сусідніх островах, зокрема на Полілло. Вони живуть в первинних і вторинних вологих тропічних лісах, серед пухкого ґрунту, опалого листя і гнилої деревини, а також в кокосових гаях та на плантаціях. Зустрічаються на висоті до 600 м над рівнем моря.